# Calanthe densiflora
Calanthe densiflora är en orkidéart som beskrevs av John Lindley. Calanthe densiflora ingår i släktet Calanthe och familjen orkidéer. Inga underarter finns listade i Catalogue of Life.